# Poiouchtchie vmeste
Poiouchtchie Vmeste (russe : Поющие Вместе, littéralement « Chantant ensemble ») est un groupe russe de pop, actif entre 2002 et 2004. Il se fait connaître grâce à Takogo kak Putin, une chanson rendant hommage à Vladimir Poutine. Durant son existence éphémère, il se compose des trois chanteuses Larissa Iourievna Bejko-Lytchagina, Irina Kozlova et Yana Kozlova. 

## Histoire
Le groupe se forme en 2002 et se compose des trois chanteuses, Larissa  Iourievna Bejko-Lytchagina (Лариса Лычагина, née le 22 mai 1981), Irina Kozlova (Ирина Козлова) et Yana Kozlova (Яна Козлова, née le 5 juillet 1981). Yana Kozlova, qui a pour véritable nom Yana Daïneko, est la fille du chanteur biélorusse Valery Daïneko et la sœur de la chanteuse Victoria Daïneko. Yana Kozlova, qui a pour véritable nom Yana Daïneko, est la fille du chanteur biélorusse Valery Daïneko et la sœur de la chanteuse Victoria Daïneko.
L'année de sa formation, le groupe atteint la première place des charts russes avec Takogo kak Putin (de), une chanson rendant hommage à Vladimir Poutine. La genèse de cette chanson apparaît dans le documentaire Sound Tracks: Music Without Borders, réalisé par les Talbot Players. En juin 2003, le groupe se produit à la grande rencontre des partis conservateurs russes alliés sous l'étiquette « la Russie commune ».
Le groupe se sépare en 2004. Les membres décident de poursuivre des études musicales, deux d'entre elles étant à l'école de Gnesins. Yana Kozlova, était membre des chœurs qui ont accompagné Natalia Podolskaya au concours de l'Eurovision 2005 représentant la Russie avec Nobody Hurts No One. En 2006, elle se montre dans le groupe Novye Samotsvety où elle interprétait avec trois autres jeunes — dont le gagnant de la Star Academy russe 5e édition — des chansons traditionnelles de l'époque soviétique, chantées jadis par les Novye Samotsvety.

## Idéologie et thèmes musicaux
- Si vous ne connaissez pas le sujet, laissez ce bandeau (vous pouvez alors contacter les auteurs).
- Si vous supprimez le contenu mis en cause (vous pouvez préalablement contacter les auteurs),

argumentez précisément cette suppression dans la page de discussion
(un manque de référence n'est pas un argument ; une recherche réelle de référence doit avoir été effectuée, être formellement documentée).
Takogo, kak Putin célèbre les vertus du président de la Fédération russe : fidèle, sobre, fort, complet par ses qualités, etc. Au vu son retentissement dans les médias russes et ailleurs (la chanson connut vite une version anglophone et au moins deux remix), une polémique éclata rapidement pour connaître qui étaient les véritables commanditaires de la chanson. Si les trois chanteuses sortent du sérail artistique et musical (l'une d'elles est danseuse dans le ballet d'Igor Moïsseïev) et n'ont pas de passé engagé connu, en revanche, le nom du groupe se réfère presque explicitement au nom du mouvement de jeunesse pro-Poutine, Idouchtchie Vmeste (littéralement « Allant ensemble »). Le producteur du groupe, Nicolaï Gastello est secrétaire à la Cour suprême et est donc proche des milieux politiques, même si son action, finalement, rejoint la cohorte de nombreux courtisans célébrant la popularité de Poutine en 2002 (bustes, tee-shirts, littérature, peintures, photographies, etc.), ce soutien n'étant pas toujours non lucratif.
La chanson Takogo kak Putin du groupe devient donc rapidement, pour certains opposants du président Vladimir Poutine, le symbole de la dérive autocratique du régime russe, car elle entend susciter un certain enthousiasme de la jeunesse russe pour le président russe. L'album du groupe, sorti en 2004, amène de nouvelles chansons, la plupart vecteurs de l'idéologie du retour à la Russie traditionnelle, et finalement est une production très politique. Dans une interview accordée à la Pravda, Olga, la directrice du groupe, reconnait que la volonté du producteur était d'apporter un « projet social positif ».
L'analyse de la liste des chansons accompagnant Takogo, kak Poutin dans ce nouvel album est en effet assez révélatrice : Malenkoe Tchoudo (litt. « Le Petit miracle ») encourage une fille, enceinte accidentellement, à garder son enfant et à renoncer à l'avortement ; Moï depoutat (litt. « Mon député ») célèbre un député idéal qui tient ses promesses et qui travaille tard le soir pendant que  la jeunesse s'amuse ; le cercle solaire se veut pacifiste ; le novyï god (litt. « Le Nouvel an ») célèbre quant à lui l'amour, l'espoir et le volontarisme. 